# Lago della Barma
Il lago della Barma (in francese lac de Barme) è un lago naturale di origine glaciale che si trova a quota 2.020 m s.l.m. nella Valle del Lys, in Valle d'Aosta.

## Toponimo
Il termine Barma (o Balma) indica in patois valdostano un riparo roccioso.

## Caratteristiche

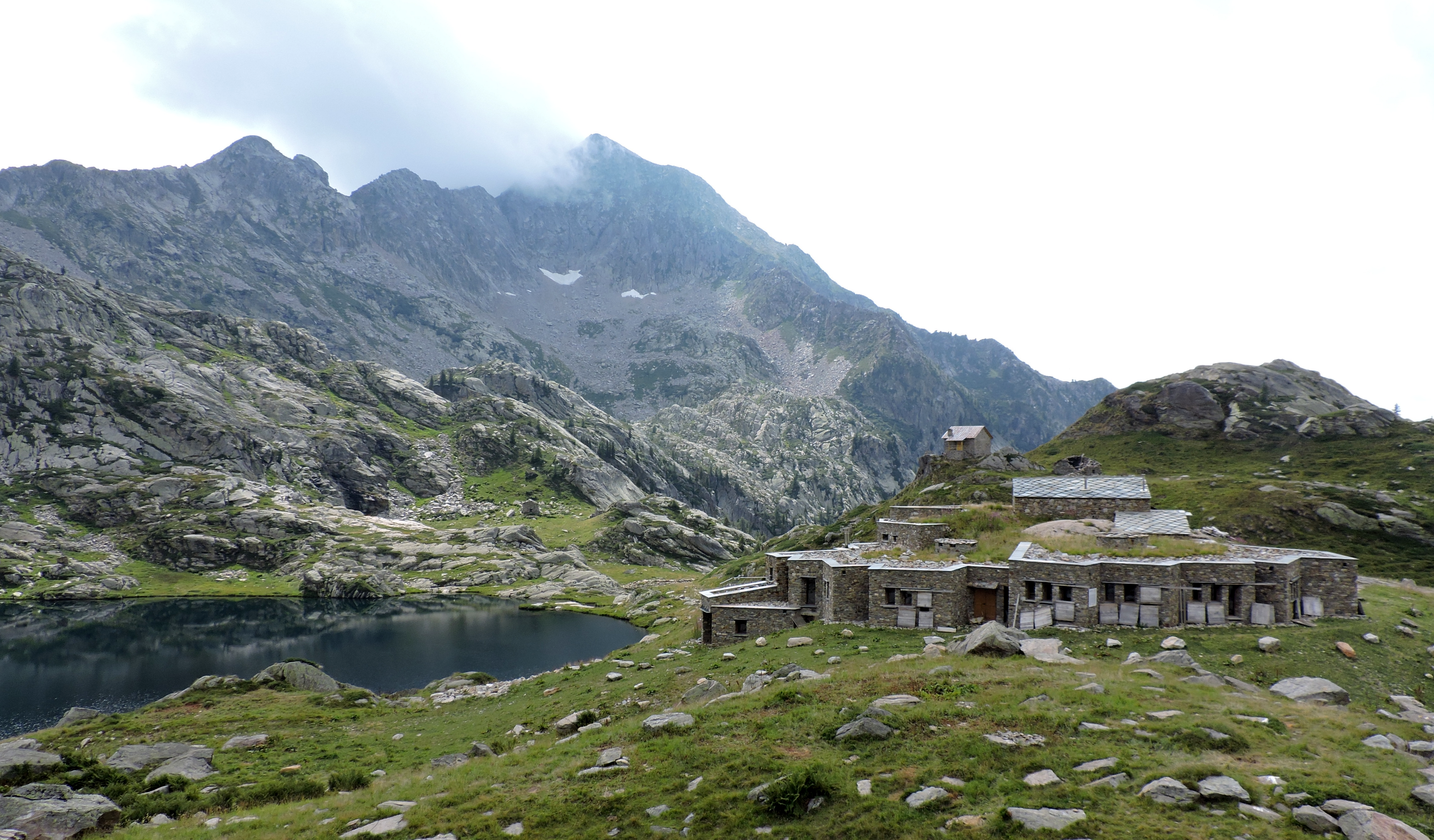
Il lago con il rifugio in costruzione (anno 2017) e sullo sfondo il Monte Mars

Il lago si trova in comune di Fontainemore (AO), al centro di una conca dominata a sud dal Monte Mars. Poco a nord dello specchio d'acqua principale si trova uno specchio d'acqua più piccolo, chiamato Lago superiore della Barma, ad una altitudine di 2.032 m. Nei pressi del lago sono anche situati un alpeggio e - 2060 m di quota - il Rifugio Barma, una costruzione in pietra di recente realizzazione e di proprietà del comune di Fontainemore. Ha 50 posti letto ed è aperto da giugno a settembre e in alcuni weekend autunnali.

## Accesso

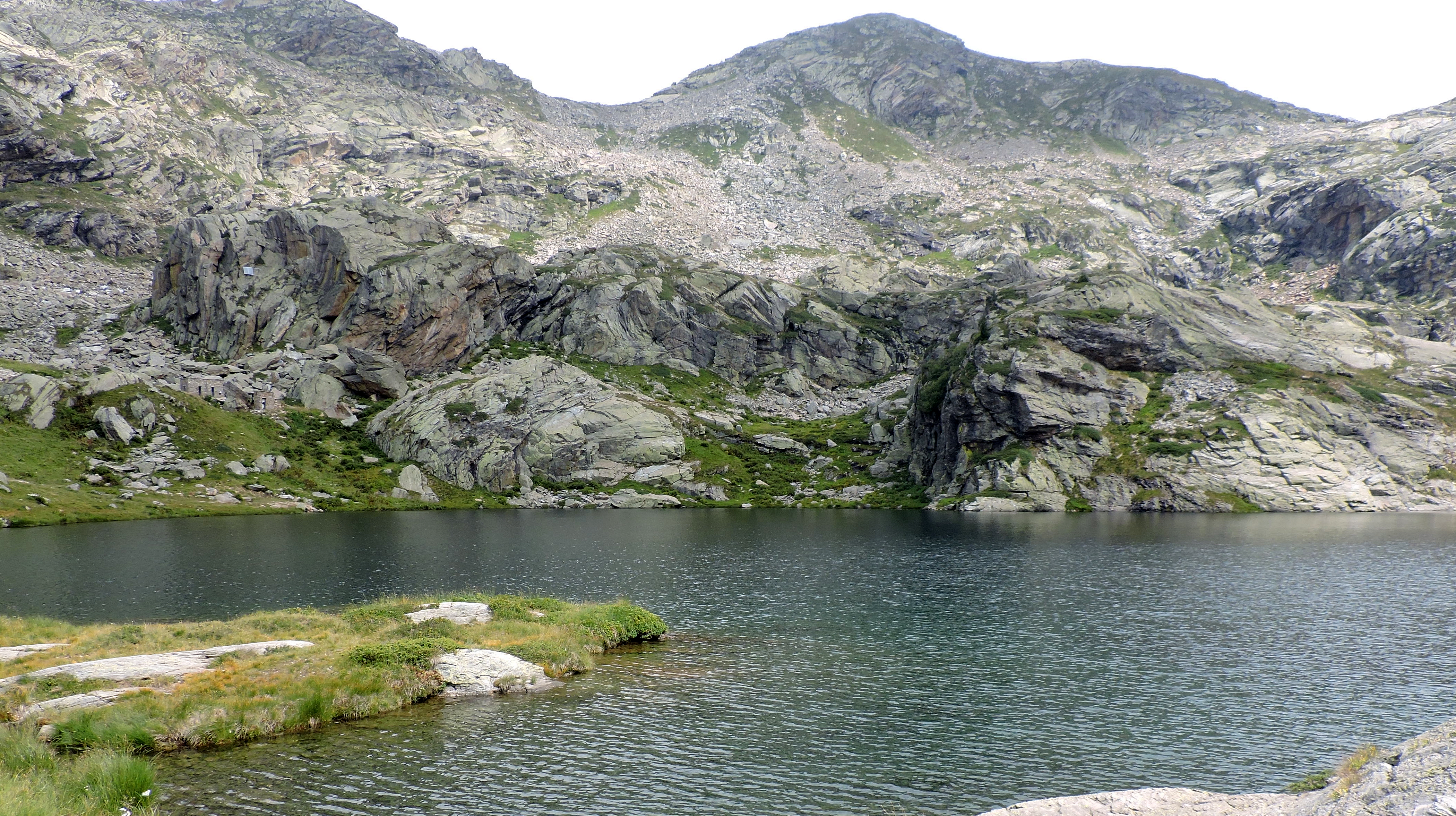
Le sponde del lago

Il lago può essere raggiunto per sentiero segnalato partendo da Fontainemore e passando nei pressi del sottostante Lago Vargno. La conca della Barma è anche collegata tramite il colle omonimo con il Santuario di Oropa. Accanto al lago passa ogni cinque anni la storica Processione da Fontainemore a Oropa.

## Tutela naturalistica
Il lago della Barma e la zona circostante fanno parte della Riserva naturale Mont Mars.